# Aulacaspis orientalis
Aulacaspis orientalis är en insektsart som först beskrevs av Green 1922.  Aulacaspis orientalis ingår i släktet Aulacaspis och familjen pansarsköldlöss. Inga underarter finns listade i Catalogue of Life.